# Eau vive (hydrologie)
Pour les articles homonymes, voir Eau vive.

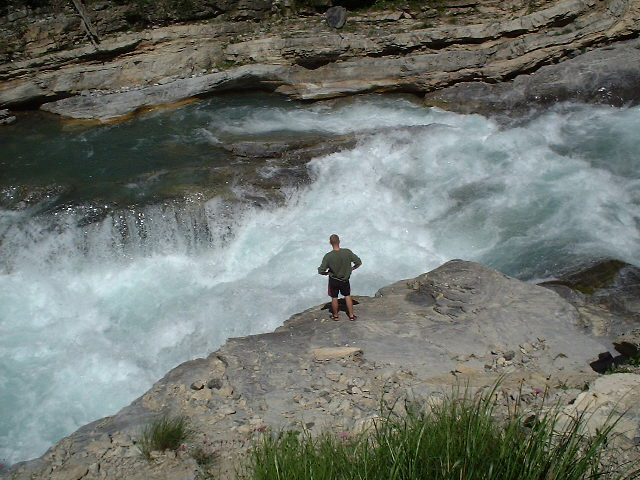
Eau vive sur la rivière du Guil (Alpes françaises)

Une eau vive (en anglais : whitewater ou white water) désigne un écoulement d'eau très aéré qui se forme dans des rapides, lorsque la pente hydraulique d'un cours d'eau augmente suffisamment pour provoquer de fortes turbulences, mêlant ainsi l'air environnant à la masse d'eau en écoulement. Une eau mousseuse et instable à l'apparence blanche se forme,.
L'expression « eau vive » (pluriel « eaux vives ») a aussi un sens plus large, s’appliquant à toute rivière ou ruisseau comportant un nombre important de rapides. Elle s'emploie également pour qualifier les sports pratiqués sur de telles rivières, comme le canoë en eau vive, le kayak en eau vive, le radeau en eau vive et la nage en eau vive.